# Lopidea dakota
Lopidea dakota är en insektsart som beskrevs av Knight 1923. Lopidea dakota ingår i släktet Lopidea och familjen ängsskinnbaggar. Inga underarter finns listade i Catalogue of Life.